# Loui Sand
Loui Nelum Sandamali Sand, född 27 december 1992 i Sri Lanka, är en svensk handbollsspelare (vänstersexa).
Fyra månader gammal adopterades Sand från Sri Lanka. Handbollskarriären inleddes i Göteborgsklubben Kärra HF 2001. Via fyra säsonger i Önnereds HK bytte Sand klubb till IK Sävehof, som dominerade svensk damhandboll. Sand debuterade i seniorlaget 2011 och var med och att vinna fem SM-guld i rad, 2012, 2013, 2014, 2015 och 2016. Den 2 oktober 2012 debuterade Sand i Sveriges damlandslag, och mästerskapsdebuterade senare samma år vid EM 2012 i Serbien.
Sommaren 2017 lämnade Sand IK Sävehof för att bli proffs i Brest Bretagne HB i Frankrike. Under sommaren 2018 lämnade Sand Brest efter en konflikt med tränare. Sand spelade sju mästerskapsturneringar för Sverige: EM 2012, EM 2014, VM 2015, OS 2016, EM 2016, VM 2017 och EM 2018. Största meriterna var EM-bronset 2014 och förlust i VM-bronsmatchen 2017. Vid EM 2018 nådde Loui Sand 100 landskamper och tilldelades stora tjejers märke.
Den 7 januari 2019 publicerades nyheten att Sand skulle bryta sitt kontrakt med Fleury Loiret HB och sluta spela handboll, för att kunna börja en process för att få en utredning om könsdysfori.
I maj 2021 gjorde Sand comeback inom handbollen, för första gången i ett herrlag, då han började träna med Kärra HF, I augusti 2021 skrev han kontrakt med klubben.
Han invigde Stockholm Pride 2022.

## Meriter
- Fem SM-guld (2012, 2013, 2014, 2015 och 2016) med IK Sävehof
- EM-brons 2014 med Sveriges damlandslag
- Guld vid U20-VM 2012 med Sveriges U20-damlandslag